# 2027년 FIFA 여자 월드컵
2027년 FIFA 여자 월드컵(포르투갈어: Copa do Mundo da FIFA Feminina Brasil 2027)은 2027년 6월 24일부터 7월 25일까지 브라질에서 개최될 제10회 FIFA 여자 월드컵이다.
이번 토너먼트에는 FIFA가 2019년 7월 토너먼트 확장을 발표한 이후 두 번째로 32개 팀이 참가하게 된다. 스페인은 2023년에 첫 우승을 차지한 디펜딩 챔피언이다. 2024년 5월 17일, FIFA는 브라질이 개최권을 획득하여 이번 대회가 남미 최초의 FIFA 여자 월드컵이 되었다고 발표하였다. 브라질은 1950년과 2014년에 월드컵을 개최한 이후 스웨덴, 미국, 독일, 프랑스, 캐나다에 이어 남자 월드컵과 여자 월드컵을 모두 개최한 6번째 국가가 되었다. 또한 8개의 월드컵을 개최한 최초의 국가이기도 하다.

## 개최국 선정
2023년 3월 23일, FIFA는 2027 FIFA 여자 월드컵 입찰 프로세스를 시작했다.
주요 날짜는 다음과 같습니다:
2023
- 4월 21일: 회원 협회, 2027년 여자 월드컵 개최에 대한 의향서 제출
- 5월 19일: 회원 협회는 입찰 합의서 제출을 통해 여자 월드컵 개최 입찰에 대한 관심을 확인한다.
- 8월 : 2023년 여자월드컵 유치워크샵 및 옵저버 프로그램 진행 예정
- 12월 8일: 회원 협회가 FIFA에 입찰서를 제출한다.

2024
- 2월 : FIFA, 입찰국 현장방문 예정
- 5월 7일: FIFA 입찰 평가 보고서 공개
- 2분기 : FIFA 평의회 입찰지정
- 5월 17일: FIFA 총회에서 2027년 여자 월드컵 개최국 선정

2023년 4월 24일 FIFA는 2027년 FIFA 여자 월드컵 개최에 관심을 표명한 4개의 입찰을 확인했습니다:
- 벨기에,  독일 및  네덜란드
- 브라질
- 멕시코 및  미국 (철회 이후)
- 남아프리카 공화국 (철회 이후)

2023년 11월 24일, 남아프리카 공화국은 대회 개최 경쟁에서 물러나 대신 향후 2031년 FIFA 여자 월드컵 입찰 제출에 집중하기로 결정했다고 발표했다.
2023년 12월 8일, 나머지 3개의 관심 있는 입찰이 FIFA에 제출되었다.
2024년 4월 29일, 멕시코와 미국은 대회 개최 경쟁에서 물러나 대신 2031 FIFA 여자 월드컵 입찰 제출에 집중하기로 결정했다고 발표했다. 1년 전 개최되는 2026년 FIFA 월드컵으로 인한 제스처.
토너먼트 시작 3년 전에 우승 입찰이 결정되는 짧은 개최 일정은 남자 월드컵의 긴 일정과 비교되었다. 2027년 선정 과정에서 FIFA는 남자 월드컵의 2030 및 2034 에디션의 개최지를 확정했다.

### 평가 보고서
투표 10일 전인 2024년 5월 7일, 평가 보고서가 공개되었다. 브라질의 입찰은 더 나은 경기장을 갖춘 것으로 간주된 반면, 유럽의 입찰은 컴팩트한 토너먼트를 약속했다. 전반적으로 브라질의 입찰은 유럽의 입찰보다 높은 점수를 받았다.

#### 평가 점수
| 입찰 국가                | 평가 점수 |
| ------------------------ | --------- |
| 브라질                   | 4/5       |
| 벨기에, 독일 및 네덜란드 | 3.7/5     |

### 투표
| 국가                     | 투표     | 투표 |
| 국가                     | 라운드 1 |      |
| ------------------------ | -------- | ---- |
| 브라질                   | 119      |      |
| 벨기에, 독일 및 네덜란드 | 78       |      |
| 기권                     | 10       |      |
| 총 투표수                | 207      |      |
| 과반수 필요              | 104      |      |

## 잠정 개최 도시
2023년 3월 1일, 상파울루시는 리우데자네이루와 함께 선거에 참여하는 데 관심을 표명하여 아레나 코린치안스와 알리안츠 파르키에서 경기를 받을 것을 제안했다. 다음날 브라질 축구 협회 회장 에드날도 로드리게스(Ednaldo Rodrigues)는 FIFA에 서한을 보내 2027년 월드컵 출전 의지를 확인했다. 이 행사는 브라질 전체를 대상으로 하기 때문에 다른 브라질 도시들도 이 프로젝트에 참여할 수 있다.[7] 3월 7일 브라질 스포츠부 장관 아나 모제르는 브라질의 토너먼트 개최 의사를 확인했다. 그런 다음 사우바도르, 브라질리아, 쿠이아바, 벨렘, 마나우스, 포르탈레자 등의 도시도 3월 11일 제툴리우 바르가스 재단(FGV)이 주최한 SAF 및 축구 자본 시장 행사에서 월드컵 개최를 제안했다. 제안된 수도 중 벨렘만이 2014년 국내 마지막 남자 월드컵을 개최하지 못해 마나우스에게 자리를 빼앗겼다.
2023년 9월 28일, CBF는 벨루오리존치, 브라질리아, 쿠이아바, 포르탈레자, 마나우스, 포르투 알레그레, 헤시피, 리우데자네이루, 상파울루, 살바도르 등의 도시를 공식 브라질 후보 문서를 구성할 수도로 확인했다. 벨렝은 프로젝트를 떠나 수도인 미나스 제라이스와 히우 그란지 두 술을 포함시켜 월드컵 후보 수를 10명으로 늘렸다. 위치는 2014년 남자판과 유사하지만 향후 경기에 쿠리치바와 나타우가 포함되지 않는다.
 2014년 FIFA 월드컵에 사용된 경기장
| 리우데자네이루, RJ  | 브라질리아, DF                                                                                       | 포르탈레자, CE                                                                                       | 상파울루, SP                                                                                         | 상파울루, SP                                                                                         |
| ------------------- | --- | --- | --- | --- |
| 마라카낭 경기장     | 마네 가린샤 국립경기장                                                                               | 카스텔랑                                                                                             | 아레나 코린치앙스                                                                                    | 파우메이라스 아레나                                                                                  |
| 수용 인원: 78,838명 | 수용 인원: 69,432명                                                                                  | 수용 인원: 60,348명                                                                                  | 수용 인원: 49,205명                                                                                  | 수용 인원: 43,713명                                                                                  |
|                     | | | | |
| 헤시피, PE          | 쿠이아바브라질리아상파울루리우데자네이루포르탈레자사우바도르마나우스헤시피벨루오리존치포르투알레그리 | 쿠이아바브라질리아상파울루리우데자네이루포르탈레자사우바도르마나우스헤시피벨루오리존치포르투알레그리 | 쿠이아바브라질리아상파울루리우데자네이루포르탈레자사우바도르마나우스헤시피벨루오리존치포르투알레그리 | 쿠이아바브라질리아상파울루리우데자네이루포르탈레자사우바도르마나우스헤시피벨루오리존치포르투알레그리 |
| 아레나 페르남부쿠   | 쿠이아바브라질리아상파울루리우데자네이루포르탈레자사우바도르마나우스헤시피벨루오리존치포르투알레그리 | 쿠이아바브라질리아상파울루리우데자네이루포르탈레자사우바도르마나우스헤시피벨루오리존치포르투알레그리 | 쿠이아바브라질리아상파울루리우데자네이루포르탈레자사우바도르마나우스헤시피벨루오리존치포르투알레그리 | 쿠이아바브라질리아상파울루리우데자네이루포르탈레자사우바도르마나우스헤시피벨루오리존치포르투알레그리 |
| 수용 인원: 44,300명 | 쿠이아바브라질리아상파울루리우데자네이루포르탈레자사우바도르마나우스헤시피벨루오리존치포르투알레그리 | 쿠이아바브라질리아상파울루리우데자네이루포르탈레자사우바도르마나우스헤시피벨루오리존치포르투알레그리 | 쿠이아바브라질리아상파울루리우데자네이루포르탈레자사우바도르마나우스헤시피벨루오리존치포르투알레그리 | 쿠이아바브라질리아상파울루리우데자네이루포르탈레자사우바도르마나우스헤시피벨루오리존치포르투알레그리 |
|                     | 쿠이아바브라질리아상파울루리우데자네이루포르탈레자사우바도르마나우스헤시피벨루오리존치포르투알레그리 | 쿠이아바브라질리아상파울루리우데자네이루포르탈레자사우바도르마나우스헤시피벨루오리존치포르투알레그리 | 쿠이아바브라질리아상파울루리우데자네이루포르탈레자사우바도르마나우스헤시피벨루오리존치포르투알레그리 | 쿠이아바브라질리아상파울루리우데자네이루포르탈레자사우바도르마나우스헤시피벨루오리존치포르투알레그리 |
| 사우바도르, BA      | 쿠이아바브라질리아상파울루리우데자네이루포르탈레자사우바도르마나우스헤시피벨루오리존치포르투알레그리 | 쿠이아바브라질리아상파울루리우데자네이루포르탈레자사우바도르마나우스헤시피벨루오리존치포르투알레그리 | 쿠이아바브라질리아상파울루리우데자네이루포르탈레자사우바도르마나우스헤시피벨루오리존치포르투알레그리 | 쿠이아바브라질리아상파울루리우데자네이루포르탈레자사우바도르마나우스헤시피벨루오리존치포르투알레그리 |
| 아레나 폰치 노바    | 쿠이아바브라질리아상파울루리우데자네이루포르탈레자사우바도르마나우스헤시피벨루오리존치포르투알레그리 | 쿠이아바브라질리아상파울루리우데자네이루포르탈레자사우바도르마나우스헤시피벨루오리존치포르투알레그리 | 쿠이아바브라질리아상파울루리우데자네이루포르탈레자사우바도르마나우스헤시피벨루오리존치포르투알레그리 | 쿠이아바브라질리아상파울루리우데자네이루포르탈레자사우바도르마나우스헤시피벨루오리존치포르투알레그리 |
| 수용 인원: 51,708명 | 쿠이아바브라질리아상파울루리우데자네이루포르탈레자사우바도르마나우스헤시피벨루오리존치포르투알레그리 | 쿠이아바브라질리아상파울루리우데자네이루포르탈레자사우바도르마나우스헤시피벨루오리존치포르투알레그리 | 쿠이아바브라질리아상파울루리우데자네이루포르탈레자사우바도르마나우스헤시피벨루오리존치포르투알레그리 | 쿠이아바브라질리아상파울루리우데자네이루포르탈레자사우바도르마나우스헤시피벨루오리존치포르투알레그리 |
|                     | 쿠이아바브라질리아상파울루리우데자네이루포르탈레자사우바도르마나우스헤시피벨루오리존치포르투알레그리 | 쿠이아바브라질리아상파울루리우데자네이루포르탈레자사우바도르마나우스헤시피벨루오리존치포르투알레그리 | 쿠이아바브라질리아상파울루리우데자네이루포르탈레자사우바도르마나우스헤시피벨루오리존치포르투알레그리 | 쿠이아바브라질리아상파울루리우데자네이루포르탈레자사우바도르마나우스헤시피벨루오리존치포르투알레그리 |
| 쿠이아바, MT        | 쿠이아바브라질리아상파울루리우데자네이루포르탈레자사우바도르마나우스헤시피벨루오리존치포르투알레그리 | 쿠이아바브라질리아상파울루리우데자네이루포르탈레자사우바도르마나우스헤시피벨루오리존치포르투알레그리 | 쿠이아바브라질리아상파울루리우데자네이루포르탈레자사우바도르마나우스헤시피벨루오리존치포르투알레그리 | 쿠이아바브라질리아상파울루리우데자네이루포르탈레자사우바도르마나우스헤시피벨루오리존치포르투알레그리 |
| 아레나 판타나우     | 쿠이아바브라질리아상파울루리우데자네이루포르탈레자사우바도르마나우스헤시피벨루오리존치포르투알레그리 | 쿠이아바브라질리아상파울루리우데자네이루포르탈레자사우바도르마나우스헤시피벨루오리존치포르투알레그리 | 쿠이아바브라질리아상파울루리우데자네이루포르탈레자사우바도르마나우스헤시피벨루오리존치포르투알레그리 | 쿠이아바브라질리아상파울루리우데자네이루포르탈레자사우바도르마나우스헤시피벨루오리존치포르투알레그리 |
| 수용 인원: 41,112명 | 쿠이아바브라질리아상파울루리우데자네이루포르탈레자사우바도르마나우스헤시피벨루오리존치포르투알레그리 | 쿠이아바브라질리아상파울루리우데자네이루포르탈레자사우바도르마나우스헤시피벨루오리존치포르투알레그리 | 쿠이아바브라질리아상파울루리우데자네이루포르탈레자사우바도르마나우스헤시피벨루오리존치포르투알레그리 | 쿠이아바브라질리아상파울루리우데자네이루포르탈레자사우바도르마나우스헤시피벨루오리존치포르투알레그리 |
|                     | 쿠이아바브라질리아상파울루리우데자네이루포르탈레자사우바도르마나우스헤시피벨루오리존치포르투알레그리 | 쿠이아바브라질리아상파울루리우데자네이루포르탈레자사우바도르마나우스헤시피벨루오리존치포르투알레그리 | 쿠이아바브라질리아상파울루리우데자네이루포르탈레자사우바도르마나우스헤시피벨루오리존치포르투알레그리 | 쿠이아바브라질리아상파울루리우데자네이루포르탈레자사우바도르마나우스헤시피벨루오리존치포르투알레그리 |
| 마나우스, AM        | 쿠이아바브라질리아상파울루리우데자네이루포르탈레자사우바도르마나우스헤시피벨루오리존치포르투알레그리 | 쿠이아바브라질리아상파울루리우데자네이루포르탈레자사우바도르마나우스헤시피벨루오리존치포르투알레그리 | 쿠이아바브라질리아상파울루리우데자네이루포르탈레자사우바도르마나우스헤시피벨루오리존치포르투알레그리 | 쿠이아바브라질리아상파울루리우데자네이루포르탈레자사우바도르마나우스헤시피벨루오리존치포르투알레그리 |
| 아레나 아마조니아   | 쿠이아바브라질리아상파울루리우데자네이루포르탈레자사우바도르마나우스헤시피벨루오리존치포르투알레그리 | 쿠이아바브라질리아상파울루리우데자네이루포르탈레자사우바도르마나우스헤시피벨루오리존치포르투알레그리 | 쿠이아바브라질리아상파울루리우데자네이루포르탈레자사우바도르마나우스헤시피벨루오리존치포르투알레그리 | 쿠이아바브라질리아상파울루리우데자네이루포르탈레자사우바도르마나우스헤시피벨루오리존치포르투알레그리 |
| 수용 인원: 40,549명 | 쿠이아바브라질리아상파울루리우데자네이루포르탈레자사우바도르마나우스헤시피벨루오리존치포르투알레그리 | 쿠이아바브라질리아상파울루리우데자네이루포르탈레자사우바도르마나우스헤시피벨루오리존치포르투알레그리 | 쿠이아바브라질리아상파울루리우데자네이루포르탈레자사우바도르마나우스헤시피벨루오리존치포르투알레그리 | 쿠이아바브라질리아상파울루리우데자네이루포르탈레자사우바도르마나우스헤시피벨루오리존치포르투알레그리 |
|                     | 쿠이아바브라질리아상파울루리우데자네이루포르탈레자사우바도르마나우스헤시피벨루오리존치포르투알레그리 | 쿠이아바브라질리아상파울루리우데자네이루포르탈레자사우바도르마나우스헤시피벨루오리존치포르투알레그리 | 쿠이아바브라질리아상파울루리우데자네이루포르탈레자사우바도르마나우스헤시피벨루오리존치포르투알레그리 | 쿠이아바브라질리아상파울루리우데자네이루포르탈레자사우바도르마나우스헤시피벨루오리존치포르투알레그리 |
| 벨루오리존치, MG    | 벨루오리존치, MG                                                                                     | 포르투알레그리, RS                                                                                   | 포르투알레그리, RS                                                                                   | |
| 미네이랑            | 아레나 MRV                                                                                           | 이스타지우 베이라히우                                                                                | 아레나 두 그레미우                                                                                   | |
| 수용 인원: 61,927명 | 수용 인원: 47,465명                                                                                  | 수용 인원: 50,128명                                                                                  | 수용 인원: 60,540명                                                                                  | |
|                     | | | | |

## 형식
2023년부터 여자 월드컵은 4개 팀으로 구성된 8개 조로 구성된 조별 예선으로 시작되며, 각 조 상위 2개 팀이 16개 팀으로 구성된 라운드를 시작으로 녹아웃 토너먼트로 진행된다. 전체 경기 수는 64경기다.

## 팀

### 지역 예선
FIFA의 연맹은 자체 예선 대회를 조직하는 유럽 축구 연맹를 제외하고, 대륙 선수권 대회를 통해 예선을 조직한다. 개최국은 자동으로 토너먼트 참가 자격을 얻게 되며, 나머지 대부분의 FIFA 회원 협회는 원하는 경우 참가 자격을 얻게 된다. 유일한 예외는 러시아이다. 이 팀은 현재 4일 전 우크라이나 침공으로 인해 2022년 2월 28일부터 FIFA와 UEFA에 의해 모든 대회 출전 자격이 정지된 상태이다.
각 연맹의 슬롯 할당은 다음과 같다. 개최국의 슬롯은 해당 연맹에 할당된 할당량에서 직접 가져온다.
- AFC(아시아): 6개 슬롯
- CAF(아프리카): 4개 슬롯
- 북중미-카리브해 축구 연맹(북미, 중앙아메리카, 카리브해 지역): 슬롯 4개
- 남미 축구 연맹(남미): 슬롯 3개(호스트 브라질 포함)
- OFC(오세아니아): 슬롯 1개
- 유럽 축구 연맹(유럽): 11개 슬롯
- 대륙간 플레이오프: 3개 슬롯

10개 팀으로 구성된 플레이오프 토너먼트을 통해 여자 월드컵의 최종 3진 진출권이 결정된다. 플레이오프 슬롯 할당은 다음과 같다.
- AFC(아시아): 2개 슬롯
- CAF(아프리카): 슬롯 2개
- CONCACAF(북미, 중앙아메리카, 카리브해 지역): 슬롯 2개
- CONMEBOL(남미): 슬롯 2개
- OFC(오세아니아): 슬롯 1개
- UEFA(유럽): 슬롯 1개

### 본선 진출팀
| 팀     | 본선 진출 자격 | 본선 진출일     | 본선 진출 회수 | 마지막 본선진출 | 연속 본선진출 | 이전 대회 최고 실적 |
| ------ | -------------- | --------------- | -------------- | --------------- | ------------- | ------------------- |
| 브라질 | 개최국         | 2024년 5월 17일 | 10번째         | 2023            | 10            | 준우승 (2007)       |